# Larca lucentina
Larca lucentina är en spindeldjursart som beskrevs av Juan A. Zaragoza 2005. Larca lucentina ingår i släktet Larca och familjen Larcidae. Inga underarter finns listade i Catalogue of Life.